# Météo à la carte
 (octobre 2012).
Si vous disposez d'ouvrages ou d'articles de référence ou si vous connaissez des sites web de qualité traitant du thème abordé ici, merci de compléter l'article en donnant les références utiles à sa vérifiabilité et en les liant à la section « Notes et références ».
Météo à la carte est une émission de télévision consacrée à la météorologie. Elle est diffusée en direct sur France 3 à 12h55 depuis le 3 septembre 2012 et présentée par Laurent Romejko et Marine Vignes. Lors d'absences, Marine est remplacée par Audrey Tinthoin et Laurent par Laurent Guillaume ou Myriam Seurat.

## Principe
L'émission a pour thème la météo: tout ce qui est influencé par le climat y est décrit.
La première partie de l'émission est essentiellement composée de reportages, avec dans un premier temps : des recettes de cuisine associées à la saison. Dans un second temps : des reportages en région à la rencontre des habitants, des villages, des curiosités, avec toujours en toile de fond le climat et l'influence météorologique.
En deuxième partie d'émission vers 13h35, c'est le journal du temps qui prend le relais : un bulletin complet de la météo de la France métropolitaine, des DOM, des TOM ainsi que du monde est diffusé. C'est Laurent Romejko qui anime cette séquence météorologique.
Au début de cette séquence météo, Marine Vignes présente les photos du ciel que les téléspectateurs ont pris le soin d'envoyer via les téléphones portables et les réseaux sociaux, le matin même. Deux photographies représentatives du ciel sont sélectionnées et commentées par les animateurs. 
De même, une vidéo envoyée par un internaute (toujours en lien avec le ciel du jour) est diffusée, faisant la transition entre cette séquence interactive et les prévisions. 
Le bulletin météo est le plus long et le plus détaillé de toutes les chaines de télévision, avec environ 10 minutes de prévisions. Par ailleurs, ce bulletin est également le seul à proposer des prévisions jusqu'à 9 jours. À noter que c'est Météo-France qui reste le fournisseur officiel pour ce programme.

## Audiences
En 2012, Météo à la carte est suivie chaque jour par environ 700 000 téléspectateurs avec une part de marché oscillant entre 5 et 7 % sur l'ensemble du public.
Le 20 novembre 2013 "Météo à la carte", a réuni 919.000 téléspectateurs et 5,9 % de part de marché.
Le 26 décembre 2013, "Météo à la carte" a attiré 995.000 téléspectateurs, soit 6,4 % du public.
Le 4 novembre 2014, "Météo à la carte" a attiré 890.000 téléspectateurs, soit 6,7 % du public.
Le 11 novembre 2014, "Météo à la carte" a attiré 1 000 000 de téléspectateurs en moyenne, soit 5,9 % du public.
Le 24 décembre 2014, "Météo à la carte" a attiré 1 024 000 téléspectateurs, soit 6,8 % du public. Record en téléspectateurs depuis la création de l'émission.
Le 25 décembre 2014, "Météo à la carte" a attiré 652.000 téléspectateurs, soit 7,1 % du public.
Le 12 mai 2015, "Météo à la carte" a attiré 850.000 téléspectateurs et 6,9 % de part de marché.
Le 15 juin 2015, "Météo à la carte" a attiré 942.000 téléspectateurs et 7,5 % de part de marché. C'est un record historique en part de marché depuis la création de l'émission.
À noter que le mois de mai 2015 constitue un mois historique pour le magazine avec 6 % de part d'audience en moyenne et 800 000 téléspectateurs. Entre sa création en septembre 2012 et aujourd’hui, Météo à la carte affiche une progression de 140 % en part de marché.
Le 18 décembre 2015, "Météo à la carte", a réuni 887 000  téléspectateurs et 7,1 % de part de marché. Il s'agit du record pour la saison 4.
D'ailleurs comme pour les années précédentes, on peut noter que c'est la période des fêtes de fin d'année qui fédère le plus. Les téléspectateurs étant plus nombreux à cette époque devant leur téléviseur et appréciant les reportages liés à Noël.
Le 1er juin 2016, 907 000 personnes ont suivi Laurent Romejko et Marine Vignes. Record en téléspectateurs pour la saison.
Du 5 septembre au 16 septembre 2016 l'émission a été suivie par 710 000 téléspectateurs qui ont regardé les reportages et données météorologiques, soit 6,2 % d'audience.
Le 16 septembre 2016, 815 000 téléspectateurs ont apprécié le magazine, soit 7,3 % de part de marché.
Le 28 février 2018, "Météo à la carte", a réuni 1.101.000 téléspectateurs et 7,7 % de part de marché.
Avec cette performance, Météo à la carte effectue sa meilleure rentrée depuis sa création et progresse de 0.8 point par rapport à l’an dernier sur la même période d’analyse.
Le 19 décembre 2022, l'émission a réuni 1.300.000 téléspectateurs pour 10,8% de pda le 19 décembre, signant à la fois son record de saison et son record historique.
Le 4 septembre 2023, la première partie de Météo à la carte, proposée entre 12h55 et 13h56, a réuni 1,03 million de téléspectateurs, soit 9,6% de part de marché. Le lancement de la deuxième partie a été regardé par  829 000 curieux, soit 11,2% du public présent.